# Леандро Барриос
Леандро Барриос Рита дос Мартирес (порт. Leandro Barrios Rita dos Martires; 6 июня 1986 года, Котия) — бразильский футболист, играющий на позиции нападающего. Ныне выступает за турецкий клуб «Умраниеспор».

## Клубная карьера
Леандриньо начинал карьеру футболиста в бразильском клубе «Португеза Сантиста» в 2004 году. Затем он выступал за бразильскую «Лондрину» и коста-риканский «Эредиано». Успешная игра в Коста-Рике стала причиной его перехода в бельгийский «Зюлте-Варегем» в середине 2007 года. Впоследствии бразилец играл вновь за «Эредиано», португальский «Пасуш де Феррейра», коста-риканский «Алахуэленсе», иранский «Мес Керман», саудовский «Аль-Раед», гватемальский «Мунисипаль» и мексиканский «Атлетико Сан-Луис».
В июле 2015 года Леандриньо перешёл в турецкий «Денизлиспор». С 17 забитыми голами бразилец занял второе место в списке лучших бомбардиров турецкой Первой лиги 2015/16. В июле 2016 года он стал игроком другого клуба турецкой Первой лиги «Сивасспор», с которым по итогам сезона 2016/17 вышел в Суперлигу.
С середины января 2018 года Леандриньо играет за клуб турецкой Суперлиги «Карабюкспор».